# Britische Klasse 756
Die britische Klasse 756 ist eine Baureihe von Zweikrafttriebzügen des Herstellers Stadler Rail für KeolisAmey Transport for Wales Rail Services, die seit 2024 eingesetzt werden. Sie gehört zur Flirt-Baureihenfamilie und kann unter 25 kV Wechselspannung im Oberleitungsbetrieb, sowie mit Traktionsbatterien auf nicht elektrifizierten Strecken eingesetzt werden. Die Traktionsbatterien können entweder durch die Oberleitung oder durch einen eingebauten Dieselgenerator aufgeladen werden. Insgesamt werden 17 vierteilige und sieben dreiteilige Triebzüge beschafft.

## Geschichte
Das Franchise Wales & Borders wurde ab dem 14. Oktober 2018 von KeolisAmey betrieben, das den Namen Transport for Wales Rail Services nutzte. Während des Betriebszeitraums verpflichtete sich KeolisAmey für eine vollständige Flottenerneuerung, weswegen 17 neue Zweikrafttriebzüge der Flirt-Baureihenfamilie bei Stadler Rail bestellt wurden. Der Planeinsatz begann am 18. November 2024 auf den Core Valley Lines.

## Einsatz bei Transport for Wales
Die Klasse 756 soll auf den Valley Lines, sowie auf der Vale of Glamorgan Line eingesetzt werden.

## Flottendetails

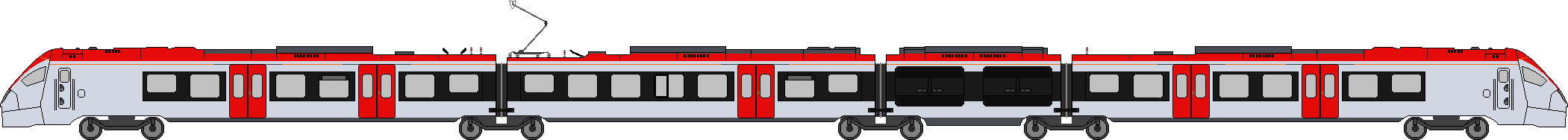
Dreiteilige Variante der Klasse 756

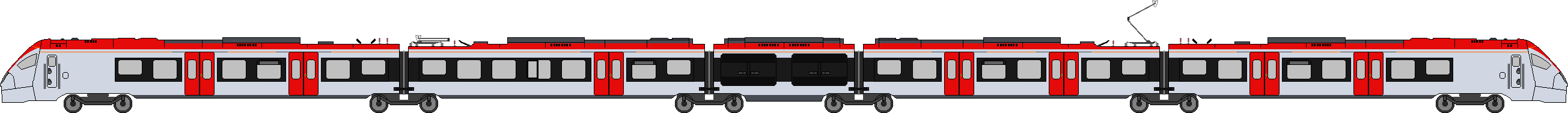
Vierteilige Variante der Klasse 756

| Baureihe   | Betreiber           | Anzahl | Baujahr(e) | Teile | Fahrzeugnummern |
| ---------- | ------------------- | ------ | ---------- | ----- | --------------- |
| Klasse 756 | Transport for Wales | 7      | ?          | 3     | 756001–756007   |
| Klasse 756 | Transport for Wales | 17     | ?          | 4     | 756101–756117   |